# Sunnyside (Utah)
Sunnyside é uma cidade localizada no estado norte-americano de Utah, no Condado de Carbon.

## Demografia
Segundo o censo norte-americano de 2000, a sua população era de 404 habitantes.
Em 2006, foi estimada uma população de 378, um decréscimo de 26 (-6.4%).

## Geografia
De acordo com o United States Census Bureau tem uma área de
8,1 km², dos quais 8,1 km² cobertos por terra e 0,0 km² cobertos por água. Sunnyside localiza-se a aproximadamente 1906 m acima do nível do mar.

## Localidades na vizinhança
O diagrama seguinte representa as localidades num raio de 40 km ao redor de Sunnyside.